# VfB Friedrichshafen (odbojka)
VfB Friedrichshafen njemački je odbojkaški klub iz Friedrichshafena.  Natječe se u Njemačkoj odbojkaškoj Bundesligi. Domaće utakmice igra u ZF-Areni u Friedrichshafenu.
S osvojenih trinaest njemačkih prvenstava, četrnaest kupova i jednom Ligom prvaka smatra se najuspješnijom njemačkom odbojkaškom momčadi.
Dio je istoimenog športskog društva. Osnovan je 1969. godine.

## Postignuća
- Liga prvaka (1): 2007.
- Njemačko odbojkaško prvenstvo (13): 1998., 1999., 2000., 2001., 2002., 2005., 2006., 2007., 2008., 2009., 2010., 2011., 2015.
- DVV-Pokal (14): 1998., 1999., 2001., 2002., 2003., 2004., 2005., 2006., 2007., 2008., 2012., 2014., 2015., 2017.
- Njemački odbojkaški superkup (1): 2016.

## Vanjske poveznice
- Službene stranice (njem.)